# 林其中
林其中（1832年—1884年），字樂卿，號在矣，生於清道光12年，台灣府潭仔墘大埔村人，弱冠從軍，任鄉勇，咸豐4年隨霧峰林文察赴福建，歷經建陽、建德、汀州等戰役，太平天國之役又隨軍入浙，屢建奇功，時人稱為「大老」。曾參與太平天國與平定戴潮春事件。

## 生平
清朝道光12年（1832年），林其中生於臺灣潭仔墘大埔村（今台中市潭子區大豐里）。祖父林朴直於1785年自原籍地福建省漳州府詔安縣牛籠鄉渡台，由台灣中部五汊港（即今梧棲台中港）登岸，定居於潭子墘附近大埔厝庄:266。當時大埔厝附近之三角仔庄呂家、溝仔墘游家均為詔安縣人，林家祖先初期只能租地耕種，兼營商，收入不豐，僅能餬口。
林其中自年少就精於武藝，身強體健，十六歲從軍，充任鄉勇。清朝咸豐4年（1854年）隨時為福建水陸路提督的林文察赴福建協助平定太平天國，參與建陽、建德、汀州等戰役，時人稱之為「大老」。清朝同治2年（1863年）臺灣中部發生戴潮春事件，林其中隨軍返臺助勦，並於西元1871年（清朝同治10年）開始興建摘星山莊用以安享餘年，1879年完工。
林其中因其軍功，生前獲頒軍功四品銜賞戴花翎，清朝光緒10年（1884年）逝世，享年53歲，死後清廷誥授二品頂戴昭勇將軍。

## 家庭
- 祖父：林樸直（十三世），林氏渡台祖。
- 父親：林篤信（十四世）。
- 榮譽後代子孫 ：高師大林冠凱（曾罹癌症），全運會高雄市游泳項目選手。